# Social Payment
Der Begriff Social Payment bezeichnet eine freiwillige Kleinabgabe für meist immaterielle Güter im Internet. Es ist somit ein Ansatz von Paid Content kombiniert mit Freiwilligkeit, wodurch Social Payment den Gewohnheiten vieler Internetnutzer Rechnung trägt.

## Abgrenzung
Die Geldsummen, die im Bereich des Social Payment verwendet werden, sind normalerweise sehr gering. Häufig handelt es sich nur um Cent-Beträge. Social Payment wird daher oft zusammen mit Micropayment genannt. Der Ausdruck Micropayment bezieht sich jedoch nur auf die Höhe des Betrags und die Art der Zahlung. Bei Social Payment spielt eine bewusste, freiwillige Unterstützung eines Produkts bzw. deren Ersteller eine Rolle. Als solches ist es als eine Form des Crowdfunding zu verstehen.

## Funktionsweise
Durch meist geringe Beträge soll die Hemmschwelle, etwas zu geben, möglichst gering sein. Durch die potentielle Menge der Geber kann mitunter eine beachtliche Summe zusammenkommen. Die meisten Verantwortlichen für Medienangebote halten die Einnahmen durch Social Payments jedoch nur für ergänzend. Komplette Medienangebote könnten, befürchten sie, so nicht finanziert werden. Als eine zusätzliche Einnahmequelle können sie aber dennoch eine Rolle spielen.

## Beispiele
Prominentes Beispiel für Social Payment-Anbieter war Flattr aus Schweden. Auch der Versuch der Einführung des Systems Kachingle fand Medienecho. Oftmals werden aber auch freiwillige Spenden, zu denen via Überweisung oder PayPal aufgerufen wird, unter dem Begriff Social Payment verstanden. Social Payments sind jedoch keine klassischen Spenden, sondern bewusste Unterstützungen gewisser Angebote. Die Unterstützung wird dabei zusätzlich zur finanziellen Unterstützung auch durch die Handlung an sich zum Ausdruck gebracht. Beim Dienst Flattr war öffentlich einsehbar, wie viele User das jeweilige Angebot unterstützt haben. Damit sind Parallelen zu Funktionen aus dem Bereich der Social Media erkennbar, zum Beispiel Like- bzw. +1-Buttons von Facebook bzw. Google+ oder Retweet-Zähler im Bezug auf Twitter.
Ein weiterer Anbieter ist der US-amerikanische Dienst Patreon. Ein genossenschaftlicher Anbieter ist Comradery.co.
Die Tageszeitung taz setzt ebenfalls auf Social Payment. Im Frühjahr 2011 wurde unter der Bezeichnung „taz-zahl-ich“ ein Modell eingeführt, bei dem der Leser aufgefordert wird, freiwillig – je Artikel, einmalig oder auch regelmäßig – einen Betrag zu überweisen, um sich dafür zu bedanken, dass die Inhalte der Zeitung weiterhin kostenlos verfügbar bleiben. Im November 2014 wurde bekannt, dass damit seit Einführung des Modells über 300.000 Euro eingenommen wurden – pro Monat durchschnittlich 10.000 Euro.